# Region Prättigau/Davos
Die Region Prättigau/Davos ist eine Verwaltungseinheit des Kantons Graubünden in der Schweiz, die durch die Bündner Gebietsreform auf den 1. Januar 2017 entstanden ist.
Die Region Prättigau/Davos ist mit dem bis zum 31. Dezember 2016 bestehenden Bezirk Prättigau-Davos identisch. Allerdings wurden die Kreise Jenaz, Klosters, Küblis, Luzein, Schiers, Seewis und Davos auf den 31. Dezember 2016 aufgelöst.
Der Sitz der Region Prättigau/Davos befindet sich in Klosters. Für weitere Aufgaben werden Büros in Davos und Schiers geführt.

## Einteilung
Zur Region Prättigau/Davos gehören folgende Gemeinden:
Stand: 1. Januar 2021
| Wappen              | Name der Gemeinde    | Einwohner (31. Dezember 2023) | Fläche in km² | Einw. pro km² |
| ------------------- | -------------------- | ----------------------------- | ------------- | ------------- |
| Conters             | Conters im Prättigau | 228                           | 18,40         | 12            |
| Davos               | Davos                | 10'800                        | 284,00        | 38            |
| Fideris             | Fideris              | 618                           | 25,36         | 24            |
| Furna               | Furna                | 203                           | 33,32         | 6             |
| Grüsch              | Grüsch               | 2161                          | 43,30         | 50            |
| Jenaz               | Jenaz                | 1145                          | 25,91         | 44            |
| Klosters            | Klosters             | 4473                          | 219,80        | 20            |
| Küblis              | Küblis               | 920                           | 8,14          | 113           |
| Luzein              | Luzein               | 1625                          | 83,88         | 19            |
| Schiers             | Schiers              | 2951                          | 61,66         | 48            |
| Seewis im Prättigau | Seewis im Prättigau  | 1430                          | 49,63         | 29            |
| Total (11)          | Total (11)           | 26'554                        | 853,40        | 31            |

## Veränderungen im Gemeindebestand

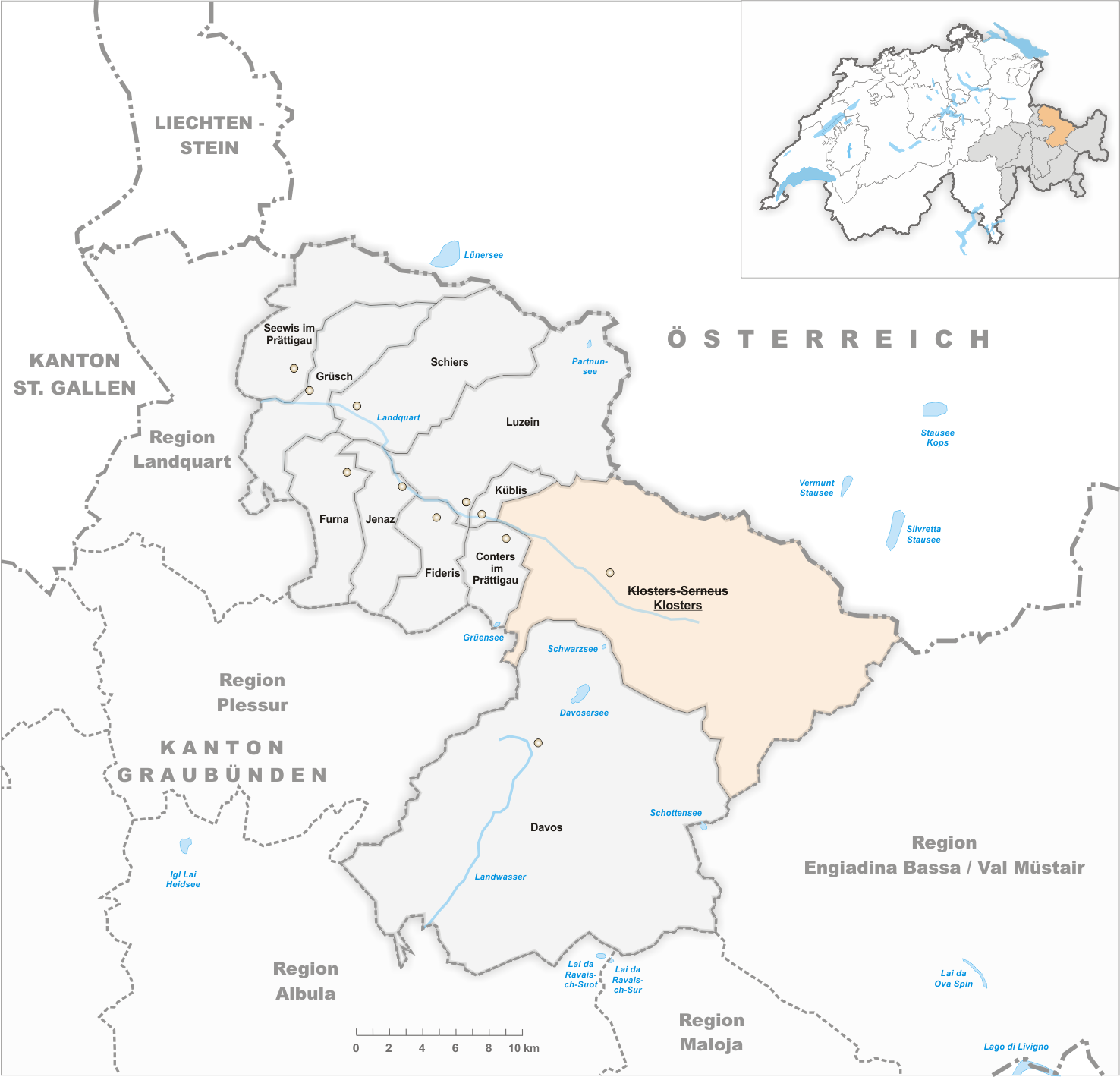
Gemeinden bis 2020

- 2021: Namensänderung Klosters-Serneus  →  Klosters